# Instituto Mexicano do Seguro Social

Logo

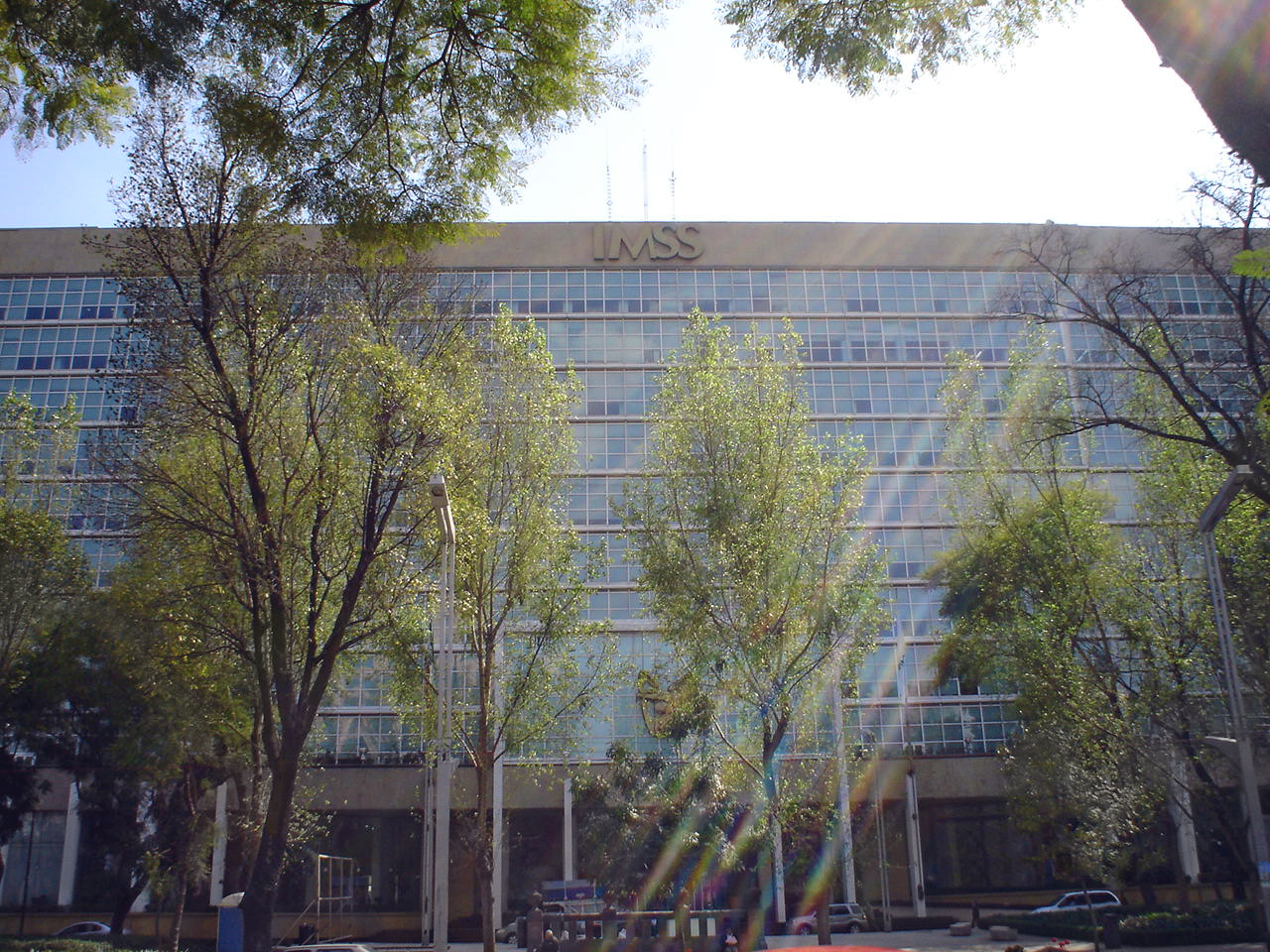

O Instituto Mexicano do Seguro Social (em espanhol: Instituto Mexicano del Seguro Social), também conhecido pela sigla IMSS, é uma instituição mexicana governamental, autônoma, tripartite (governo federal, empregadores e trabalhadores), dedicada à prestação de serviços de saúde e segurança social para a população que possui associação com o instituto.